# Xaver Jung

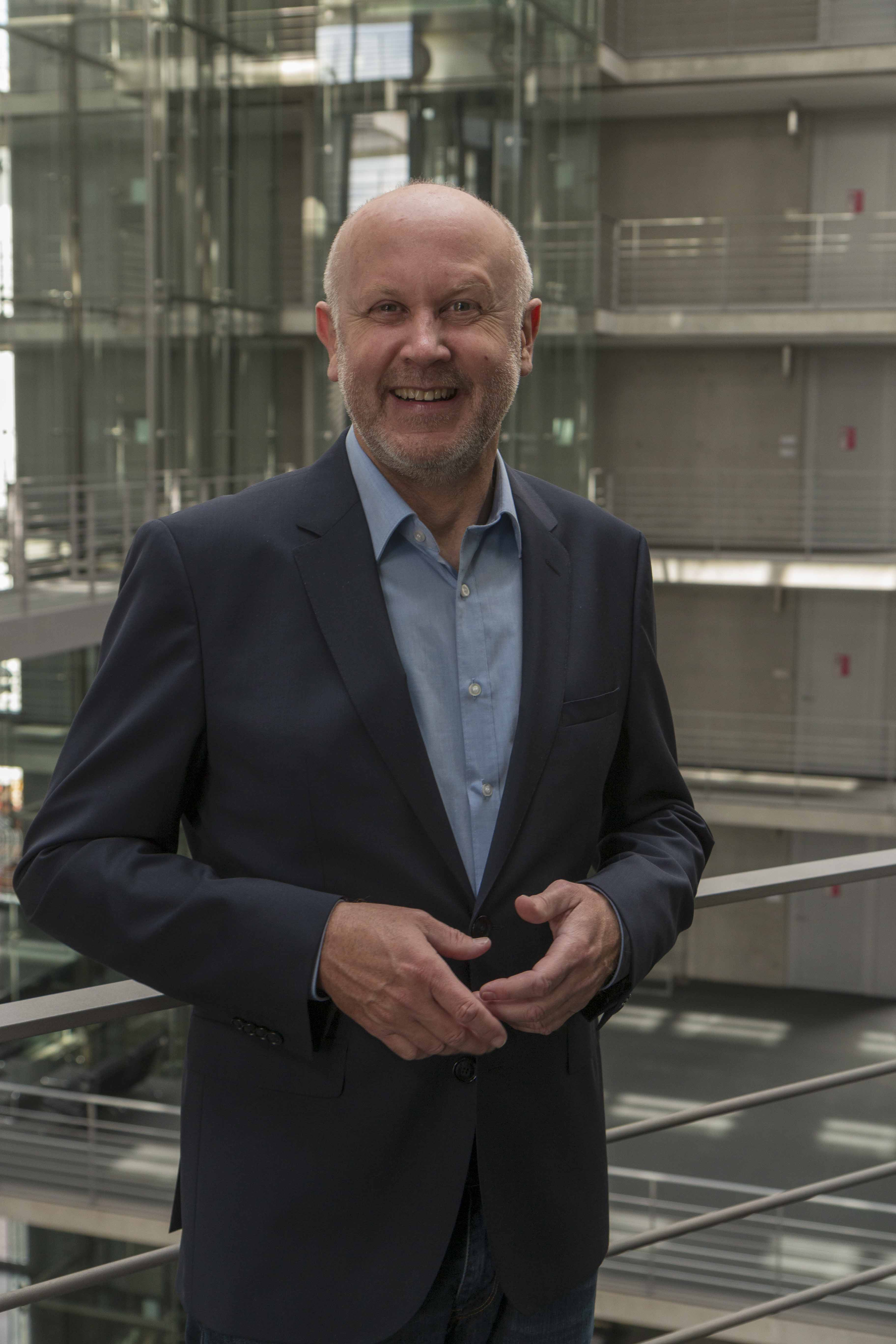
Xaver Jung (2021)

Xaver Jung (* 23. März 1962 in Kusel) ist ein deutscher Politiker (CDU) und Lehrer. Von 2013 bis 2017 war er Mitglied des Deutschen Bundestages.

## Leben und Beruf
Nach dem Abitur am Staatlichen Gymnasium Kusel studierte Jung ab 1981 Schulmusik an der Hochschule für Musik Heidelberg/Mannheim und absolvierte ein Aufbaustudium Künstlerische Ausbildung im Fach Klavier. An der Ruprecht-Karls-Universität Heidelberg studierte er parallel Politische Wissenschaften. Das Studium schloss er mit dem Staatsexamen für das Lehramt an Gymnasien ab. Neben dem Studium war er tätig an der Kreismusikschule Kusel u. a. auch als Vorsitzender des Betriebsrates. Er war Freier Mitarbeiter bei der Rheinpfalz im Bereich Feuilleton. Im Rahmen seines Referendariats war er am Studienseminar Trier und am Auguste-Viktoria Gymnasium Trier. Nach Vertretungsstellen an Realschulen in Zweibrücken und Maxdorf arbeitete er als Lehrer am Berta von Suttner Gymnasium in Andernach. Im Anschluss am Hohenstaufen-Gymnasium Kaiserslautern und bis zu seinem Einzug in den Bundestag 2013 am Gymnasium Kusel, zuletzt als Oberstudienrat.
Nach seiner Tätigkeit im Bundestag ist er ab 2018 wieder als Lehrer am Veldenz Gymnasium Lauterecken und am Siebenpfeiffer Gymnasium Kusel in den Fachbereichen Sozialkunde und Musik tätig.
Jung ist mit einer Fachärztin für Allgemeinmedizin und Betriebsmedizin verheiratet und hat zwei Kinder, einen Sohn und eine Tochter.

## Politik

### Partei
Mit 16 Jahren gründete Jung 1978 den Ortsverband der Jungen Union in Rammelsbach. 1992 wurde er Kreisvorsitzender der JU im Landkreis Kusel und Mitglied im Landesvorstand.
Von 1995 bis 2016 war Jung Vorsitzender des CDU-Gemeindeverband Altenglan. Seit 1997 ist er Stellvertretender Kreisvorsitzender der CDU Kusel und war unter anderem auch Mitglied im Bezirksvorstand der CDU Rheinhessen-Pfalz. Innerhalb des Landesverbandes war er Mitglied in den Landesarbeitskreisen Bildung sowie Europa.
Ab 1998 war er 10 Jahre lang Kreisvorsitzender der Kommunalpolitischen Vereinigung.

### Abgeordneter
Bei der Bundestagswahl 2013 wurde Jung über Platz 13 der CDU-Landesliste Rheinland-Pfalz zum Mitglied des Deutschen Bundestages gewählt. Daneben war er Direktkandidat im Bundestagswahlkreis Kaiserslautern. Mit Jung gehörte wieder seit 50 Jahren ein Abgeordneter aus dem Landkreis Kusel dem Bundestag an. Jung war Mitglied im Ausschuss für Bildung, Forschung und Technikfolgenabschätzung. Er war als Berichterstatter für die vorschulische und allgemeine schulische Bildung, sowie für die Weiterbildung verantwortlich. Zudem war er stellvertretendes Mitglied im Verkehrsausschuss.
Jung war Mitglied der deutsch-ukrainischen und deutsch-israelischen Parlamentariergruppen. In der Bundestagsfraktion war er Mitglied in der Arbeitsgruppen Arbeit und Soziales, Kommunales und Bildung und Wissenschaft.
Er war Mitglied der 16. Bundesversammlung am 12. Februar 2017 in Berlin.
Bei der Bundestagswahl 2017 kandidierte Jung wieder im Wahlkreis Kaiserslautern, verpasste aber trotz Platz 8 den Wiedereinzug über die Landesliste in den Bundestag.
Für die Bundestagswahl 2021 wurde Jung im April 2021 wieder für den Wahlkreis als Kandidat nominiert.

### Kommunale Ämter
Bei den Kommunalwahlen 1984 wurde Jung in den Ortsgemeinderat gewählt und von der CDU zum Fraktionsvorsitzenden.
Von 2004 bis 2014 war er direkt gewählter Ortsbürgermeister in Rammelsbach. Nach der Wahl in den Bundestag gab er dieses Amt auf. Seit 2004 war er ehrenamtlicher Beigeordneter der Verbandsgemeinde Altenglan. Seit der Fusion mit der Verbandsgemeinde Kusel ist er Beigeordneter der Verbandsgemeinde Kusel-Altenglan.
Seit den Kommunalwahlen 1994 gehört er dem Kreistag des Landkreises Kusel und dem Verbandsgemeinderat an. Von 2004 bis 2014 war er Vorsitzender der CDU-Fraktion im Kreistag. Derzeit ist er Mitglied im Kreisausschuss.

## Politische Positionen

### Ehe für Alle und Griechenland-Hilfe
Er zählte zu den 75 Unionsabgeordneten – 68 von der CDU (26,9 % aller CDU-Abgeordneten) und 7 von der CSU (12,5 % aller CSU-Abgeordneten) – die Ende Juni 2017 für die Gleichgeschlechtliche Ehe gestimmt haben. Jung gehörte ebenso zu den 60 Unionsabgeordneten, die auf dem Höhepunkt der Finanzkrise weitere Griechenlandhilfen ablehnten.

### ZukunftsRegion Westpfalz
Jung gehört als Privatperson dem Verein ZukunftsRegion Westpfalz an. Der Verein versteht sich als Plattform zur Vernetzung und Umsetzung gemeinsamer Projekte zur Stärkung der Zukunftsfähigkeit der Westpfalz. Die Mitglieder des Vereins sind Unternehmen, Verbände, Kammern, Gebietskörperschaften, Einrichtungen aus Wissenschaft und Forschung sowie Privatpersonen. Jung engagierte sich dort als Organisator und Ideengeber insbesondere für die MINT-Region Westpfalz. Ziel ist die Stärkung naturwissenschaftlicher Fächer im ländlichen Raum. Gemeinsam mit der Körber-Stiftung initiierte Jung einen Schülerforschungsverbund MINT in der Westpfalz.

## Sonstiges Engagement
Jung ist seit 2007 Vorsitzender des Turnvereins Rammelsbach und Gründungsmitglied des Schachclub Rammelsbach.
2015 gehörte er zu den Gründern des FCK-Fanclub im Deutschen Bundestag. Bis zu seinem Ausscheiden aus dem Bundestag war er dessen Sprecher.
Seit 2020 ist Xaver Jung ehrenamtlicher Richter am Sozialgericht in Speyer.